# Zesłanie Napoleona na Wyspę Świętej Heleny

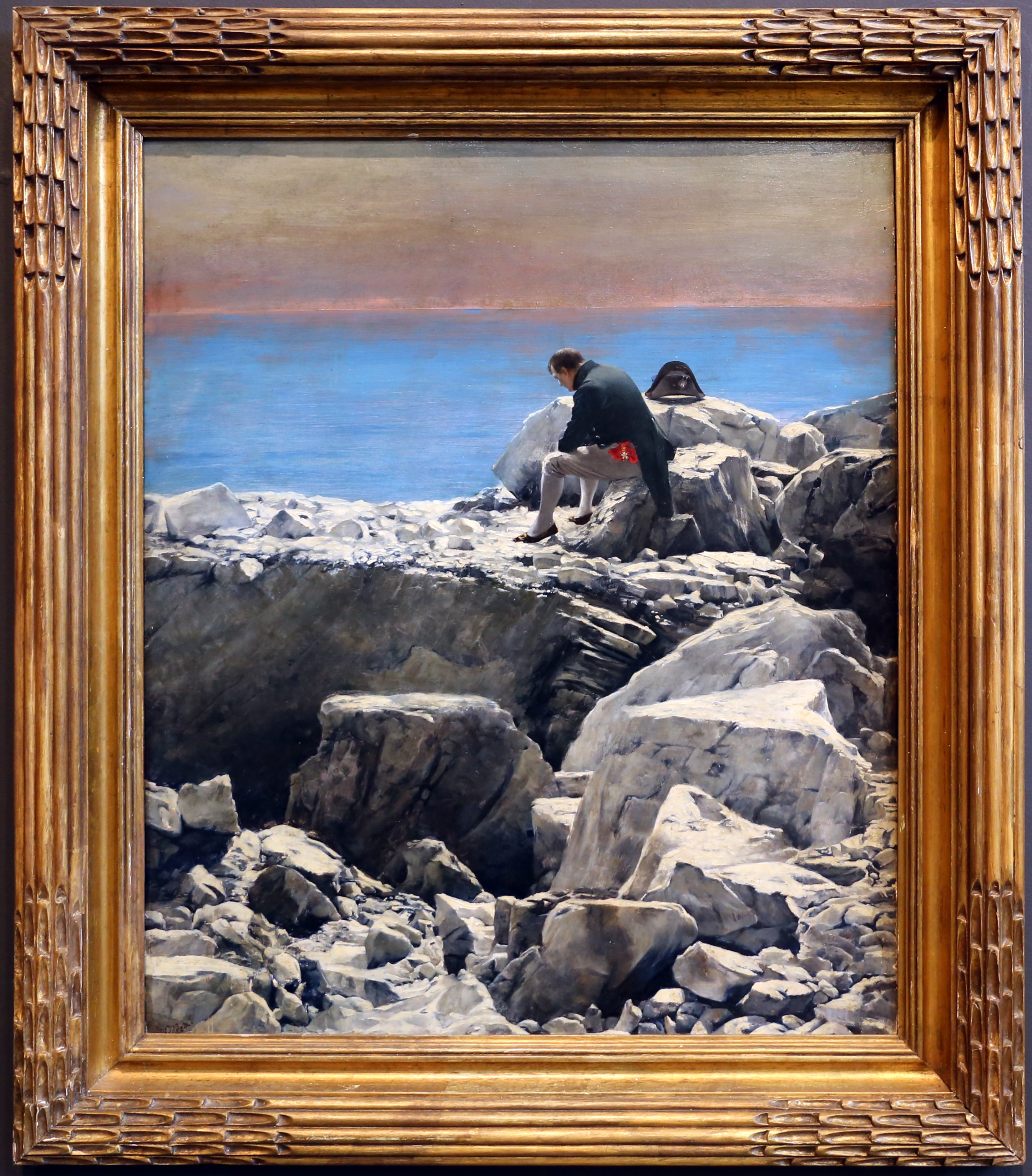
Oscar Rex, Napoleon na Wyspie Świętej Heleny

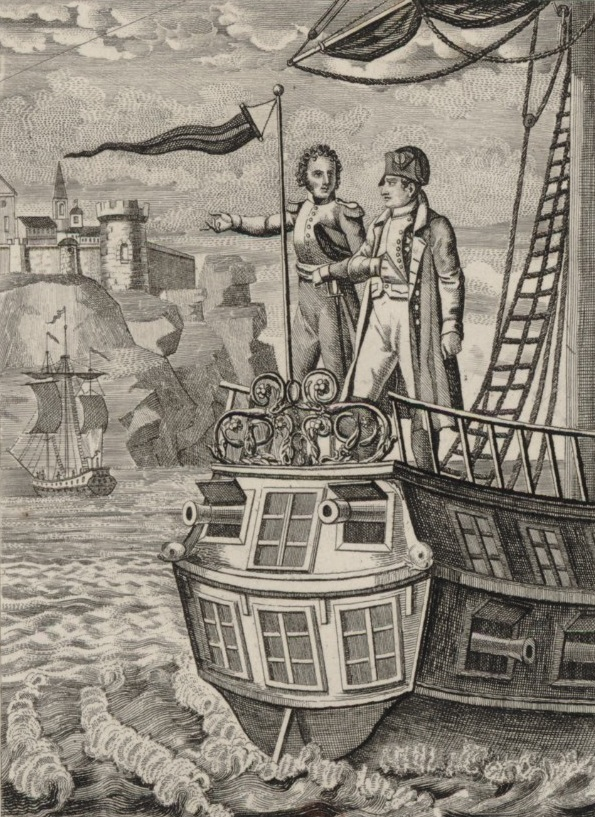
Louis-Yves Queverdo, Przybycie Napoleona na Wyspę Świętej Heleny

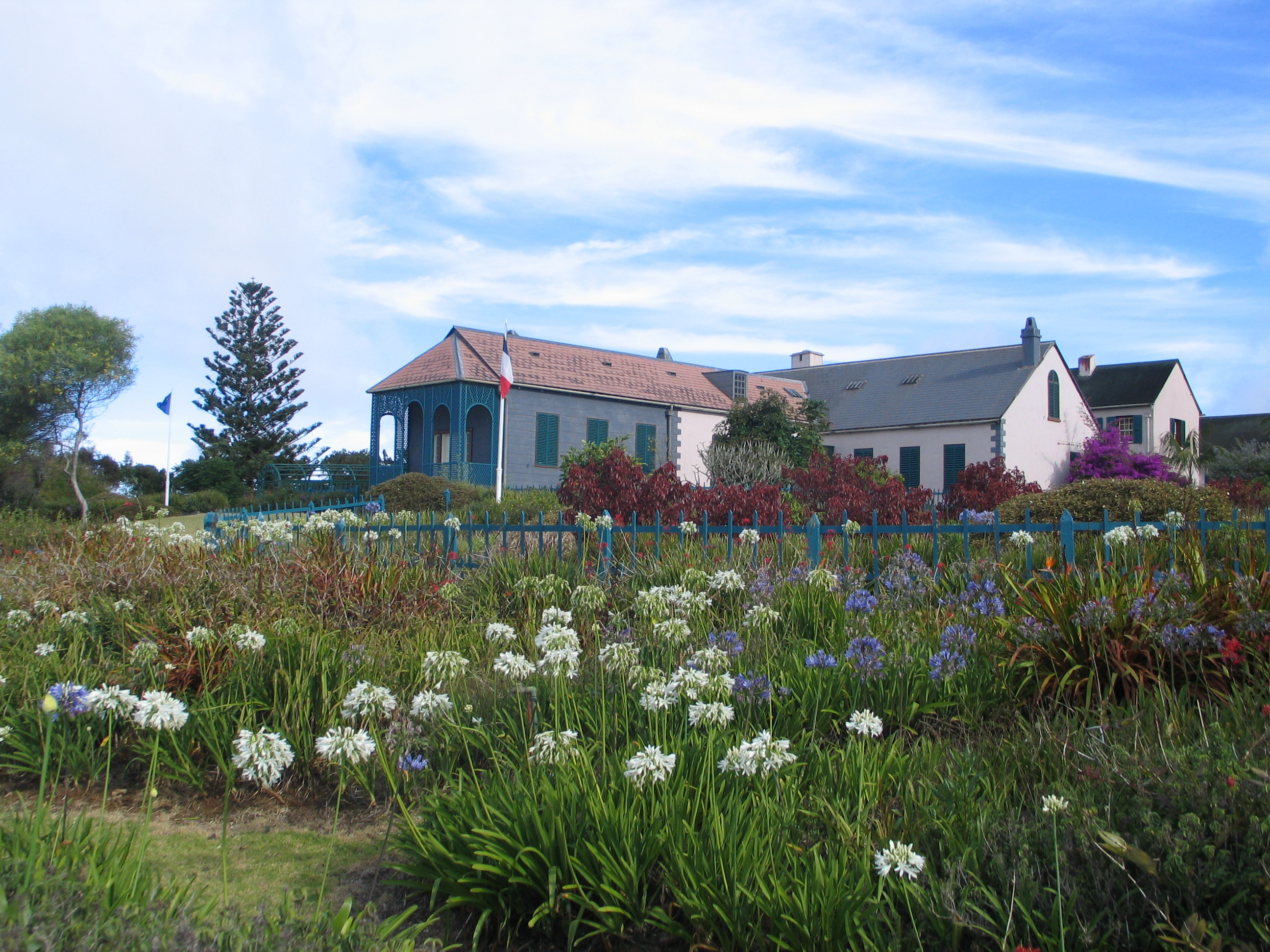
Longwood House – miejsce ostatnich lat życia i śmierci Napoleona

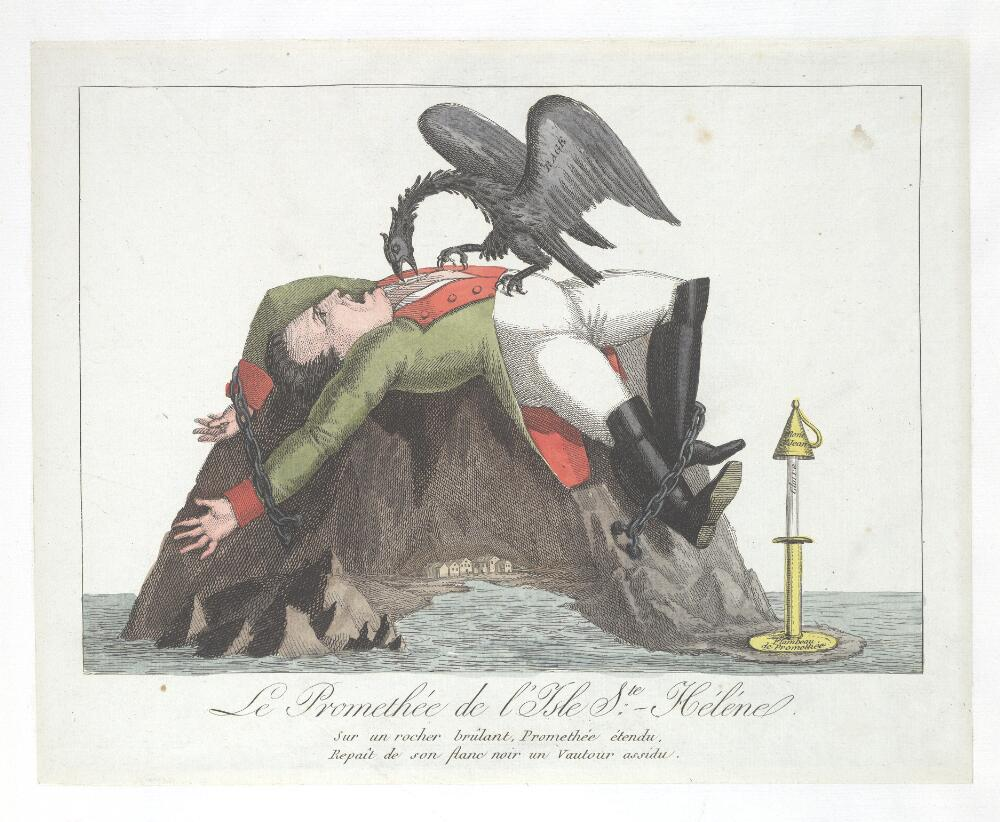
Brytyjska karykatura Prometeusz z Wyspy Świętej Heleny

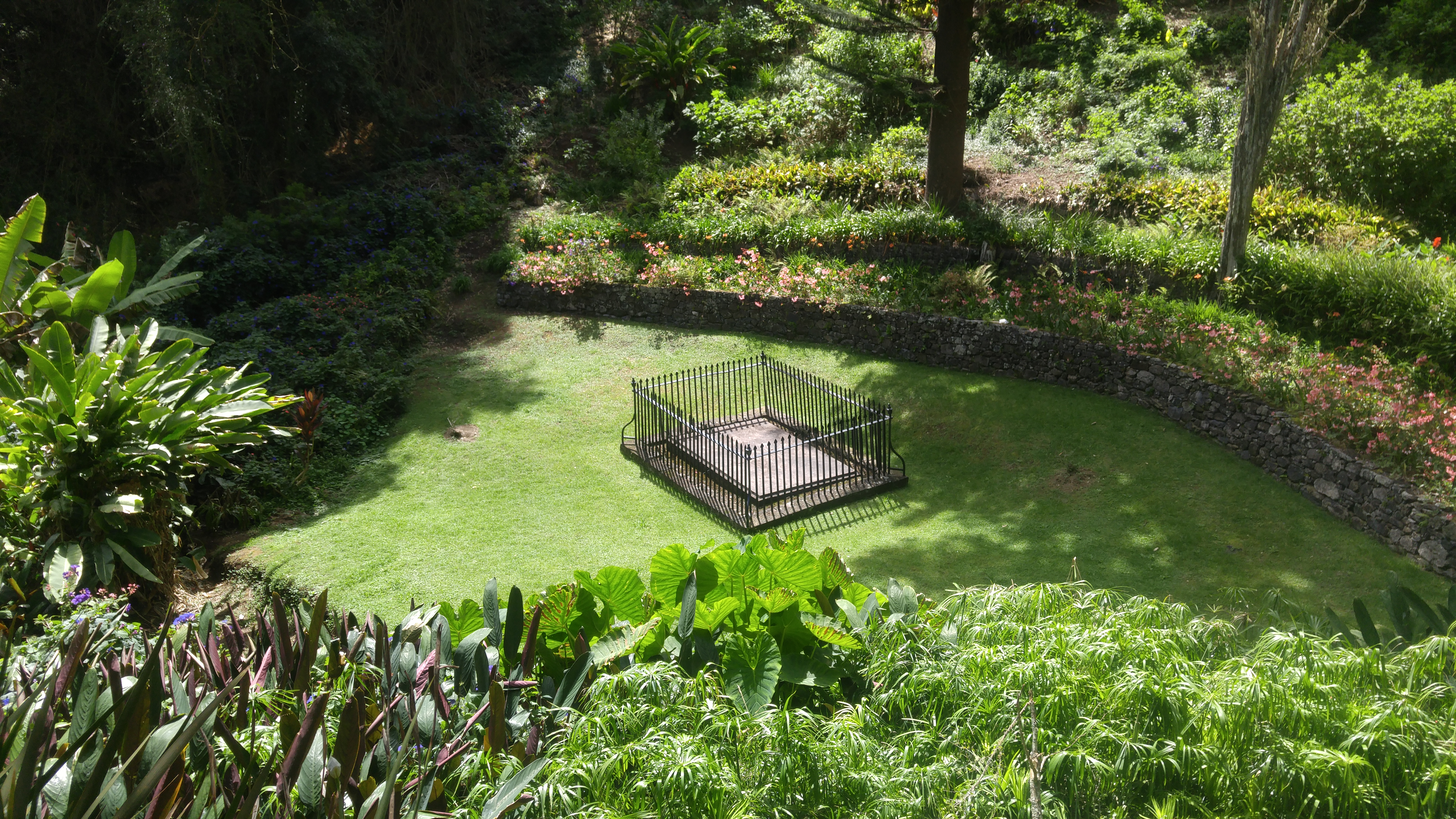
Grób Napoleona na Wyspie Świętej Heleny

Zesłanie Napoleona na Wyspę Świętej Heleny – ostatnie sześć lat życia zdetronizowanego cesarza Francuzów Napoleona Bonapartego na Wyspie Świętej Heleny.

## Ostatnia podróż
Po abdykacji 22 czerwca 1815 roku Napoleon udał się na wybrzeże Atlantyku, gdzie rząd francuski pod przywództwem  Josepha Fouché zorganizował dwie fregaty, aby ułatwić mu wyjazd do Ameryki. Jednak blokada portów w La Rochelle i Rochefort przez brytyjską eskadrę skutecznie uniemożliwiła mu wyjazd. 15 lipca 1815 roku Napoleon poddał się siłom brytyjskim w pobliżu Île-d’Aix i został przetransportowany do Torbay, a następnie do Plymouth na południowo-zachodnim wybrzeżu Anglii na pokładzie okrętu liniowego HMS Bellerophon. Zakładał, że rząd brytyjski pozwoli mu zamieszkać na angielskiej wsi. Po dowiedzeniu się 31 lipca o zesłaniu na Wyspę Świętej Heleny, Napoleon został przeniesiony 7 sierpnia 1815 roku na okręt HMS Northumberland, którym popłynął na wyspę, co trwało dwa miesiące i siedem dni.
Święta Helena to wyspa wulkaniczna położona 1900 kilometrów na zachód od kontynentu afrykańskiego na południowym Oceanie Atlantyckim. Jej izolacja i strome czarne klify, których wysokość waha się od 200 do 300 metrów, uczyniły ją miejscem łatwym do obserwowania i obrony. Wyspa znajdowała się w posiadaniu Brytyjskiej Kompanii Wschodnioindyjskiej, a nie państwa brytyjskiego, które musiało ją w tym celu wydzierżawić.
15 października 1815 roku HMS Northumberland zakotwiczył u wybrzeży Wyspy Świętej Heleny. Następnego dnia Napoleon wysiadł. Obecni byli również między innymi wielki marszałek dworu cesarskiego Henri Gratien Bertrand i jego żona Fanny, generał Gaspard Gourgaud, Emmanuel de Las Cases, generał Charles Tristan de Montholon i jego żona Albine, Louis-Étienne Saint-Denis (znany również jako „mameluk Ali”), Jean Baptiste Cipriani, Louis Joseph Marchand i Jean-Noël Santini. 17 października Napoleon tymczasowo zamieszkał w pawilonie Briars, u rodziny Balcombe, oczekując na przygotowanie stałego miejsca zamieszkania w Longwood House, co miało zająć siedem tygodni. Longwood House, położony na płaskowyżu, umożliwiał łatwiejszą obserwację, ale był stale narażony na pasaty, często spowity mgłą i wilgocią, z nagłymi zmianami ulewnego deszczu i palącego słońca. 10 grudnia 1815 roku Napoleon ostatecznie osiedlił się w swojej ostatniej rezydencji pod nadzorem tymczasowego gubernatora, admirała George’a Cockburna.

## Samotność w Longwood House
Napoleon był pod stałym nadzorem. Początkowo spodziewał się, że będzie traktowany jak dostojny gość. Jednak wkrótce zdał sobie sprawę, że tak nie będzie i został poddany licznym upokorzeniom z rąk Hudsona Lowe’a, nowego gubernatora wyspy, którego poznał po raz pierwszy 17 kwietnia 1816 roku. Między Napoleonem a Lowe’em pojawiły się napięcia. Zgodnie z instrukcjami brytyjskiego rządu Lowe odmówił uznania Napoleona za cesarza, a nawet „generała Bonaparte”. Zamiast tego zwracał się do niego Napoleon Bonaparte, usuwając „u” w Buonaparte, oryginalnym nazwisku Napoleona.
Jego broń została skonfiskowana, korespondencja sprawdzana (co skłoniło Francuzów do opracowania strategii i werbowania wspólników do wysyłania nieocenzurowanych listów), a jego swoboda poruszania się została poważnie ograniczona. To przymusowe zesłanie nasiliło cierpienie emocjonalne i ułatwiło pojawienie się destrukcyjnych zachowań wśród osób, które dzieliły jego los, a przytłaczający upał i wilgoć pogarszały sytuację. Cesarz rozmyślał o swoim życiu i panowaniu, dyktując swoje wspomnienia swoim towarzyszom nieszczęścia. Tymczasem podróżni zatrzymujący się na Wyspie Świętej Heleny uporczywie prosili strażników Napoleona o zezwolenie na zobaczenie cesarza. 18 lipca 1816 roku na wyspę przybył Claude Marin Henri de Montchenu z zadaniem złożenia sprawozdania francuskiemu rządowi na temat sytuacji. Pod koniec 1816 roku Emmanuel de Las Cases opuścił Wyspę Świętej Heleny (później w 1823 roku opublikował Le Mémorial de Sainte-Hélène).
W pierwszych miesiącach 1818 roku generał Gourgaud był zmuszony pożegnać się z Longwood House, ponieważ oddalił się od Napoleona. Następnie, w lipcu 1819 roku, kochanka Napoleona, Albine de Montholon, wróciła do Europy ze wszystkimi swoimi dziećmi. W miarę jak Longwood House stopniowo pustoszał, pojawił się wszechobecny letarg. We wrześniu 1819 roku przybyła mała grupa nowych towarzyszy, głównie Korsykanów przesiedlonych z Włoch przez rodzinę Bonaparte, co na krótko przerwało panującą monotonię, lecz w dłuższej perspektywie nie spełnili oczekiwań Napoleona ani jego najwierniejszych towarzyszy.
Nuda, godzina policyjna i niezdrowy klimat sprawiły, że Napoleon stopniowo ograniczył spacery, czy to pieszo, konno, czy powozem. Następnie przeniósł się całkowicie do Longwood House, gdzie egzekwował cesarską etykietę i utrzymywał wysoki standard życia, szacowany na 19 000 funtów szterlingów rocznie. Napoleon większość czasu spędzał w sypialni lub łazience, a nie w gabinecie, co przyczyniało się do jego rosnącej otyłości. Pomimo okoliczności, były cesarz trzymał się nadziei, że zmiana w brytyjskim rządzie mogłaby ułatwić mu spokojne zamieszkanie w Anglii lub dołączenie do brata Józefa w Ameryce. Cieszyło go poparcie Brytyjskiej Partii Wigów, która postrzegała go jako sukcesora rewolucji. Ponadto nie był już postrzegany jako zagrożenie przez Święte Przymierze. Jednakże aspiracje Napoleona zostały zniweczone po kongresie w Akwizgranie w listopadzie 1818 roku, kiedy alianci postanowili zatrzymać go na wyspie aż do jego śmierci. Dowiedziawszy się o tej decyzji, jego nastrój gwałtownie się pogorszył.

## Śmierć Napoleona
Napoleon Bonaparte zmarł na raka żołądka 5 maja 1821 roku na Wyspie Świętej Heleny. W 1840 roku szczątki cesarza powróciły do Francji. 